# (7218) 1979 SK
(7218) 1979 SK là một tiểu hành tinh vành đai chính. Nó được phát hiện bởi J. Květoň ở Đài thiên văn Kleť gần České Budějovice, Cộng hòa Séc, ngày 19 tháng 9 năm 1979.